# Glossopètre
Une glossopètre (latin glossopetra, « pierre — langue ») (glosso– : langue (en grec) ; petra : pierre) est une dent fossile de requin ; c'est un fossile plutôt commun, les requins renouvelant leurs dents en permanence.

## Histoire

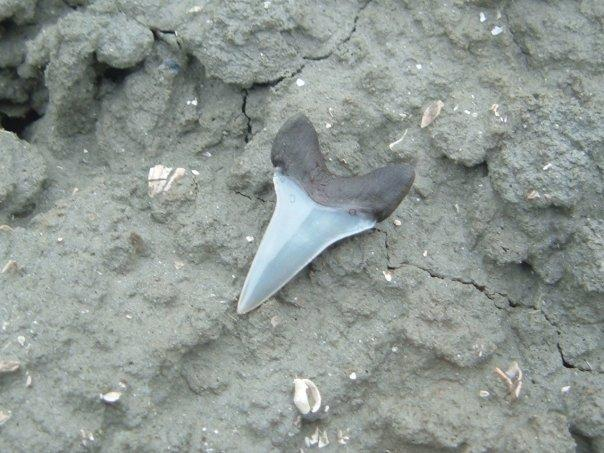

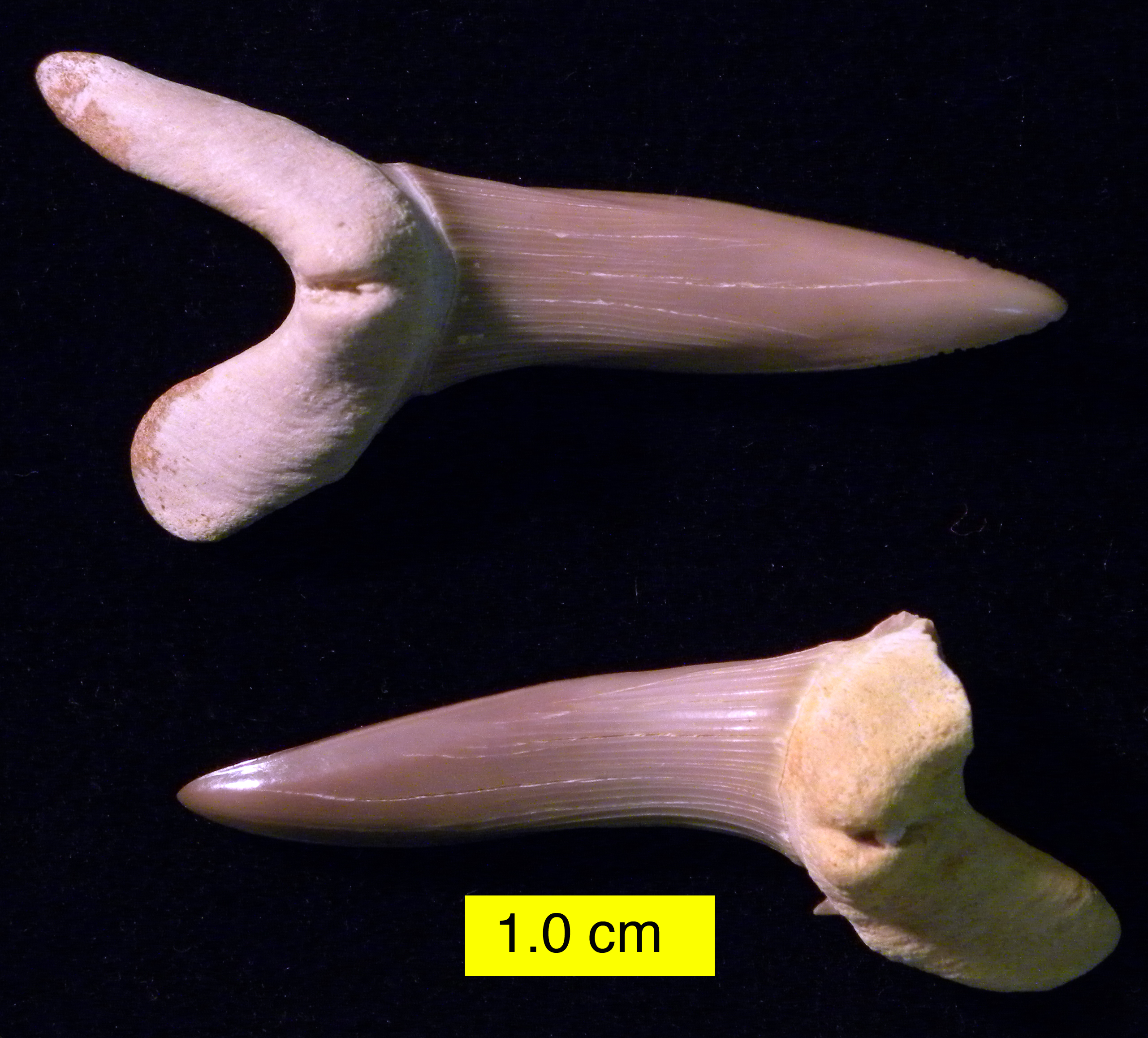
Scapanorhynchus texanus

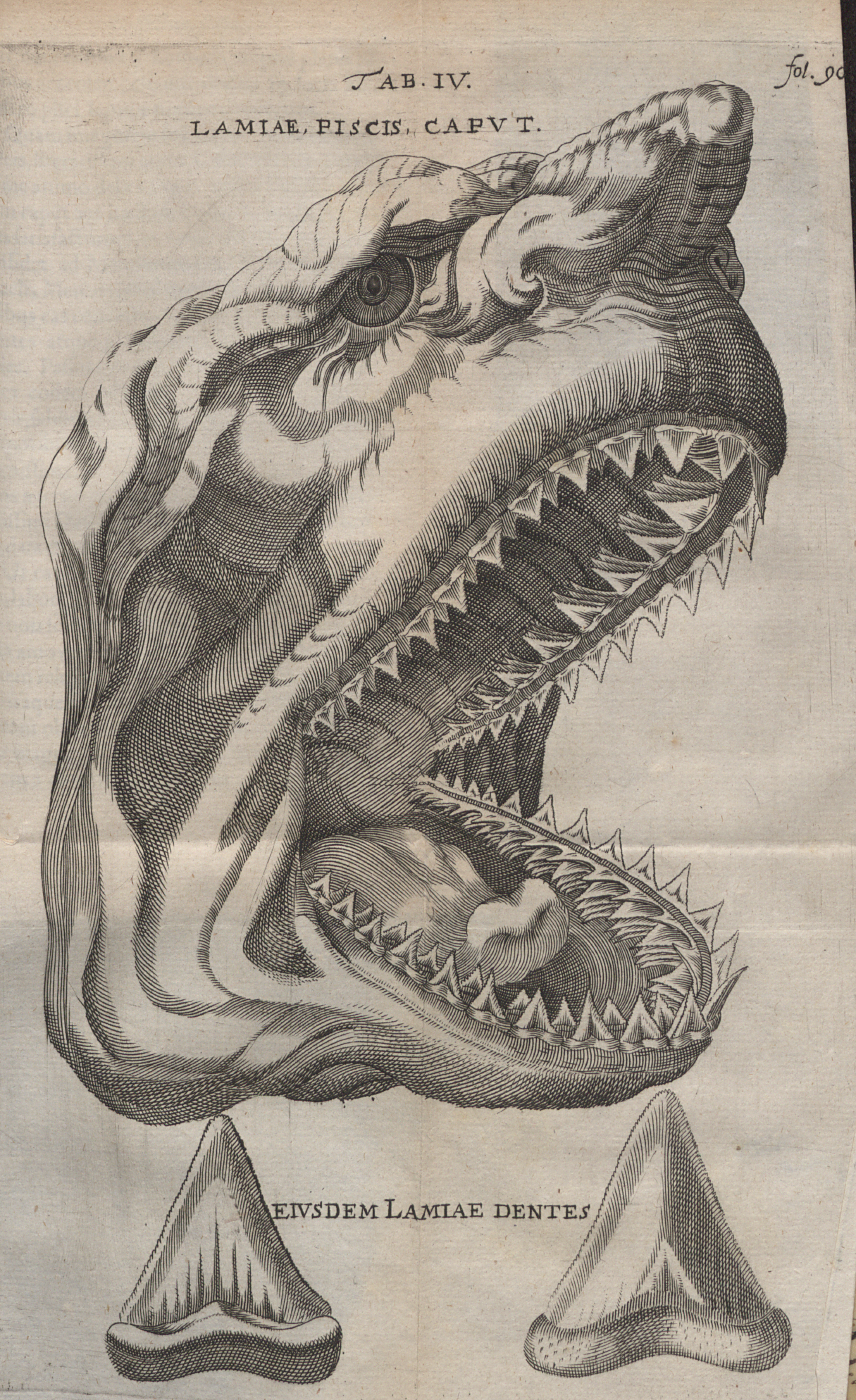
Elementorum myologiae specimen, 1669

Les Anciens ignorent l'origine de ces pierres, parfois retrouvées en montagne, et Pline l'Ancien imagine qu'elles tombent du ciel ou de la lune.
Selon les récits du Moyen Âge et de la Renaissance, de grandes dents fossiles triangulaires sont souvent découvertes dans des formations rocheuses et leur racine en forme de V fait qu'elles sont interprétées comme les langues fourchues de dragons et de serpents qui ont été pétrifiées, d'où leur nom de glossopètre. Elles sont utilisées comme remède pour guérir de divers poisons et toxines ou pour traiter les morsures de serpent selon la théorie des signatures. De nombreux aristocrates les portent en pendentifs ou les gardent dans leurs poches comme porte-bonheur.
C'est Fabio Colonna qui, le premier, démontre de façon convaincante que les glossopètres sont des dents de requin, dans son traité De glossopetris dissertatio publié en 1616.
Niels Stensen ajoute à la théorie de Colonna en 1667 une discussion sur la différence dans la composition des dents de requins vivants et les pierres de langue, développant la théorie que les fossiles pouvaient changer de composition, sans que cela fût visible extérieurement. Ceci peut être considéré comme un précurseur précoce de la théorie des particules : la matière est constituée de particules extrêmement petites, qui sont interchangeables.[pas clair]
Gian Francesco Buonamico publie en 1770 le Trattato circa l’origine delle glossopetre, conchiglie ed altre pietre figurate, che si cavano nelle rocche dell’Isola di Malta,.
Barthélemy Faujas de Saint-Fond est l'auteur, en 1803, d'un Mémoire sur une grosse dent de requin et sur un écusson fossile de tortue, trouvés dans les carrières des environs de Paris.